# Lance Cade
Lance Kurtis McNaught (né le 2 mars 1981 à Omaha, Nebraska - le 13 août 2010 à San Antonio, Texas), était un catcheur (lutteur professionnel) américain. Il a notamment lutté au sein de la World Wrestling Entertainment sous le nom de Lance Cade, jusqu'à son départ le 14 octobre 2008. Il retourna à la FCW (développement de talent de la WWE) au mois de septembre 2009 jusqu'en avril 2010.

## Carrière

### Frontier Martial-Arts Wrestling
Lance Cade commence à la Frontier Martial-Arts Wrestling en compagnie de Bryan Danielson. Ils se séparent après quelque temps et eu une rivalité face à Sabu. Il part de la FMW pour signer avec la WWE.

### Heartland Wrestling Association (2001-2002)
Après avoir signé avec la WWE, il est envoyé à la Memphis Championship Wrestling, il y sera déplacé à la Heartland Wrestling Association où il forme une équipe avec Cody Hawk mais l'équipe est vite séparée avec l'invasion de la WCW, Cody Hawk part à la WCW. Il formera encore une équipe avec cette fois-ci Mike Sanders, ils gagneront le titre par équipe mais l'équipe se sépare et rend le titre vacant. Ils s'affronteront et Lance Cade gagne le match. Il reformera une équipe avec Steve Bradley et gagne une deuxième fois le titre par équipe. En 2002, Cody Hawk revient à la HWA et remporte le titre par équipe avec Ice Cream Man en battant Cade et Bradley. Ils essayeront de le reprendre mais sans succès. En mai 2002, il bat John Hugger (Johnny The Bull) pour le HWA Heavyweight Championship qu'il perdra 2 mois plus tard face à Johnny The Bull.

### Ohio Valley Wrestling (2003-2004)
En juillet 2002, la HWA cesse d'être une école de développement pour la WWE et donc, Cade et transféré à la OVW où il signe un nouveau contrat de développement. Il cherche un nouvel équipier quand il rejoint en même temps que René Duprée la Bolin Services emmené par Kenny Bolin. Cade et Duprée seront dans le tournoi pour déterminer les champions par équipes, ils battront Matt Morgan et BJ Payne mais ils ne seront pas champion. René Duprée quitte la OVW pour rentrer à la WWE. Mark Jindrak rejoindra la Bolin Services et devient le nouvel équipier de Cade. Après quelques semaines, il quitte la OVW pour apparaitre à WWE Raw.

### World Wrestling Entertainment (2003-2008)
Il change de nom pour Garrison Cade. Il affronte Lance Storm pour son premier match, mais Stone Cold arrive et dit que le match est ennuyeux, Storm a été distrait ce qui profite à Cade pour gagner son premier match à la WWE. Peu après, il reforme l'équipe avec Mark Jindrak, ils deviendront les challenger au titre par équipes que détient La Résistance (René Duprée et Sylvain Grenier). Ils battront certaines équipes comme La Résistance ou les Dudley Boyz avant de se faire battre par l'Evolution (Batista, Randy Orton et Triple H) et ils se joindront à Maven Huffman. Plus tard, ils font un heel-turn (face qui devient heel) et sont dans la course au titre par équipes vacant à Armageddon 2003. Ils battront Val Venis et Lance Storm mais ils se feront battre par les Dudley Boyz, ils se vengeront sur les Dudley Boyz pour permettre à Batista et Ric Flair de devenir champion. En 2004, ils auront encore une chance pour le titre à WrestleMania XX en battant The Hurrican et Rosey. Ils seront face à La Résistance, les Dudley Boyz ainsi que Booker T et Rob Van Dam dans Fatal 4 Way Tag Team Match. Ils perdent ce match au profit de Booker T et Rob Van Dam. Après le draft de Jindrak à WWE SmackDown, il s'associe à Jonathan Coachman et a une rivalité avec Rhyno et Tajiri, ils perdent le match face à Backlash et Cade. Il se blesse au genou et s'absente quelques mois puis il réapparait à la OVW.

#### OVW (2005)
Il s'associe à Matt Morgan et Vengeance contre l'OVW champion Elijah Burke. Cade affronte Burke dont l'enjeu est de 5 000 dollars mais il perd le match. Quelques semaines plus tard, il a une rivalité avec Al Snow qui devient vite personnelle. Cade perd le match final entre eux par soumission.

#### Triple champion par équipe avec Trevor Murdoch (2005-2008)

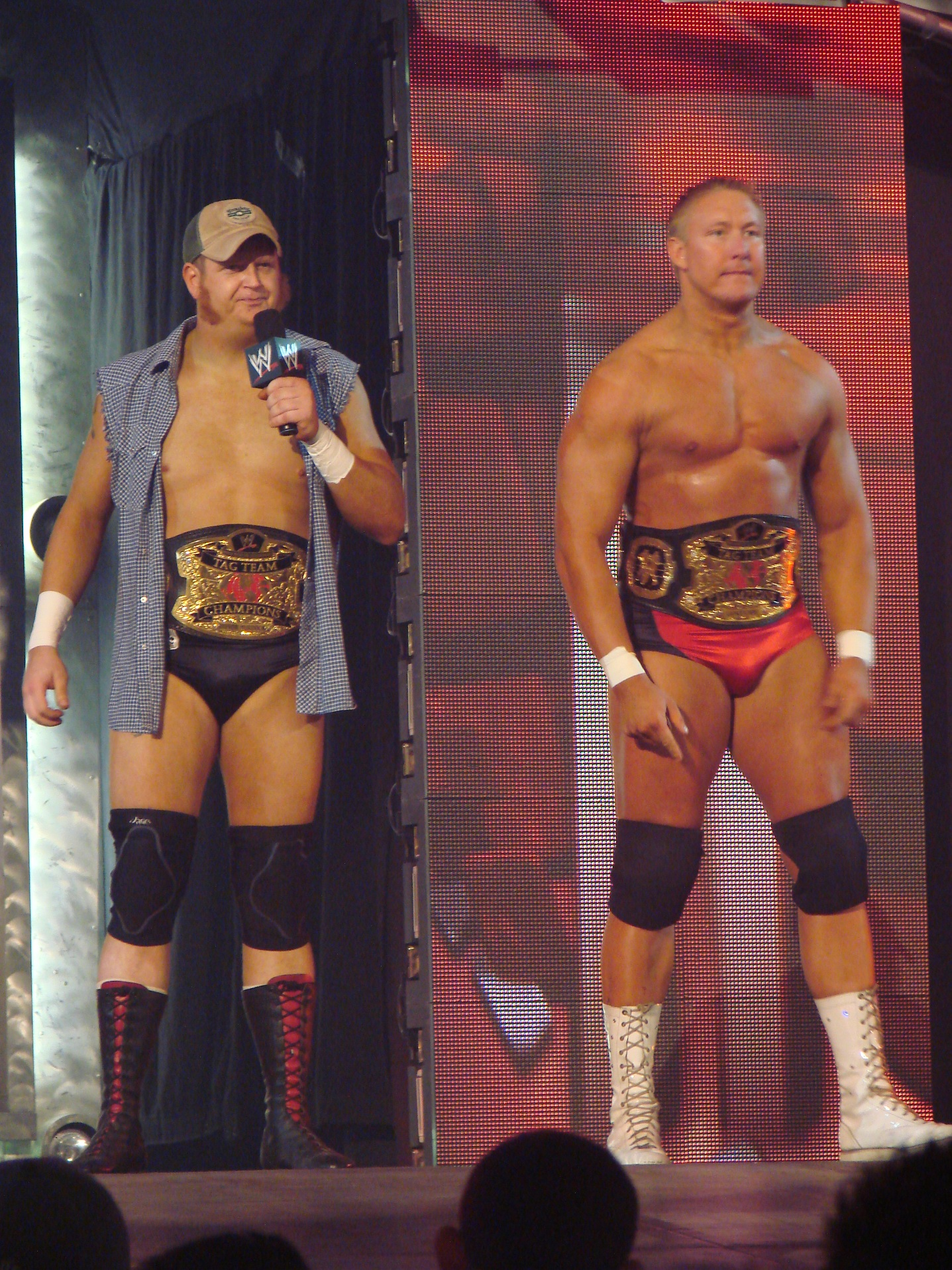
Lance Cade et Trevor Murdoch au WWE No Mercy 2007.

Il réapparait à RAW fin 2005 accompagné de Trevor Murdoch, il reprend son nom de la OVW, Lance Cade. Ils battent Hurricane et Rosey dans un match sans enjeu. Ils les battent de nouveau à Unforgiven et remporte les WWE World Tag Team Championships (Murdoch blesse Hurricane au cours du match). Lors de Taboo Tuesday ils perdent les titres par équipe contre Kane et Big Show. Cade se sépare de Murdoch par la suite. 
Il obtient un match de qualification pour le Royal Rumble 2006 face à Rob Conway, Gregory Helms et Big Show. Il perd sa chance de se qualifier au Royal Rumble au profit du Big Show. Il aide Chris Masters et Carlito à battre Kane. 
Il reforme l'équipe avec Trevor Murdoch et bat Charlie Haas et Viscera. En 2006, ils aideront Mr. McMahon et Edge à se débarrasser de la DX et de John Cena mais sans succès. 
Le 7 avril 2007 à Raw, Cade & Murdoch perdent en finale d'une bataille royale par équipe contre les Hardy Boyz et ne remportent pas les World Tag Team Championships de John Cena & Shawn Michaels. Le 20 mai lors de Judgement Day, ils perdent contre les Hardy Boyz et ne remportent pas les titres par équipe. Le 4 juin à Raw, ils battent les Hardy Boyz et remportent les titres par équipe.
Le 5 septembre en House Show, ils perdent les championnats par équipe contre Paul London & Brian Kendrick. Le 8 septembre en House Show, ils récupèrent les titres contre Kendrick & London.
Ils perdent leurs titres lors du 15e anniversaire de RAW face à Hardcore Holly et Cody Rhodes, ils commenceront alors une série de défaites, ce qui énervera Lance Cade.

#### Alliance avec Chris Jericho
Peu après WrestleMania XXIV, après une énième défaite face à Kendrick et London, Murdoch prend un micro et commence à chanter pour Cade, il partira sans rien dire. Ceci se répète pendant plusieurs semaines avant que Cade frappe Murdoch qui fait un face-turn (heel qui devient face). Il explique après qu'il n'a pas aimé la façon dont Murdoch se comportait après leurs matchs. 
Lance Cade bat Trevor Murdoch le 2 juin 2008 à Raw.  Il devient le manager de Chris Jericho et entame une rivalité avec Shawn Michaels. Jericho bat Shawn Michaels par KO technique à The Great American Bash. Le 21 juillet à Raw, il bat Paul London. Lors d'un House Show le 23 août, il bat D-Lo Brown.
Lors de  Unforgiven 2008, il essaie d'intervenir dans le match opposant Shawn Michels à Chris Jericho mais se prend finalement un coup de chaise. Shawn Michels remportera le match. Le 22 septembre à Raw, Lance Cade, Chris Jericho & John Bradshaw Layfield battent Batista & Shawn Michaels au cours d'un match handicap. Le 29 septembre à Raw, il perd avec Chris Jericho contre Triple H & Shawn Michaels. Le 6 octobre à Raw, il perd contre Shawn Michaels au cours d'un no disqualification match.
Le 14 octobre 2008, la WWE a mis fin à son contrat après qu'il a fait une crise d'épilepsie lors d'un transfert en avion.

### Circuit indépendant et Japon (2008-2010)
Le 1er novembre 2008 lors du 60ème anniversaire de la NWA, il perd contre Kevin Nash.
À la suite de son départ de la WWE, il reforma une équipe avec Trevor Murdoch, lui aussi récemment licencié de la WWE, luttant dans le circuit indépendant, et notamment au sein de l'Independent Wrestling Association.

## Mort
Lance McNaught meurt le 13 août 2010, d'une insuffisance cardiaque dans sa résidence, à San Antonio, au Texas. Sa femme Tanya avait remarqué que Lance n'avait pas l'air bien dans la semaine précédant sa mort, et il a été transporté à l'hôpital le 10 août avec la difficulté de respirer, mais libéré le lendemain.

## Palmarès
- Heartland Wrestling Association
  - HWA Heavyweight Championship 2 fois[12]
  - HWA Tag Team Championship 3 fois avec Steve Bradley (2) et Mike Sanders (1)[13]

- Pro Wrestling Illustrated
  - 2008 : classé numéro 80 sur 500[14]

- Texas Wrestling Alliance
  - TWA Television Championship 1 fois[15]

- World Wrestling Entertainment
  - WWE World Tag Team Championship 3 fois avec Trevor Murdoch[16],[17],[18]